# Françoise Masset
Françoise Masset, née le 27 septembre 1962, est une soprano française.

## Biographie
Initialement formée par Claudine Collart notamment au conservatoire de Douai, où elle obtient une médaille d'or de chant et d'art lyrique, Françoise Masset poursuit sa formation au conservatoire de Paris, au Centre de musique baroque de Versailles et à la Sorbonne, où elle soutient en 1985 son mémoire de maîtrise sur la compositrice Claude Arrieu.
Elle a un répertoire varié, du baroque au contemporain. Elle a par exemple chanté le rôle titre en 2003 de l'opéra Médée de Michèle Reverdy, lors de sa création le 23 janvier 2003 à l'Opéra de Lyon, et chante aussi dans des créations d'œuvres de Vincent Bouchot (Ubu en 2002, Cantates de bistrot en 2005), Isabelle Aboulker, Anthony Girard (Partir enregistré en 2004), Gérard Condé (Les Orages désirés en 2003), Pascal Zavaro (Sensation, pour voix et guitare, créé le 12 mai 2003) et Bruno Mantovani.
À la suite de l'enregistrement de plusieurs romances de Marceline Desbordes-Valmore mises en musique par Pauline Duchambge, pour l'émission Chanson Boum ! d'Hélène Hazera sur France Culture, le 12 mai 2008, avec la pianiste Claude Lavoix, elle enregistre avec le pianiste Nicolas Stavy un CD de musiques de divers compositeurs et compositrices sur des poèmes de Marceline Desbordes-Valmore. Ce CD lui vaut en 2010 l'Orphée d'Or de la meilleure interprète de mélodies attribué par l'Académie du disque lyrique. Plusieurs de ses autres disques reçoivent 5 diapasons dans le magazine Diapason, notamment Chansons de Joseph Kosma en 2006.

## Discographie (sélection)
- Daniel Danielis, Motets d'Uppsala, Coda, 1997 (avec Stéphanie Révidat, Jean-François Novelli, Jérôme Corréas et Christophe Rousset)
- Marin Marais, Pièces en trio, Airs et chansons du XVIIe siècle, Calliope, 2001 (avec La Fenice, sous la direction de Jean Tubéry)
- Joseph Kosma, Chansons, ZigZag territoires, 2006 (avec Christine Icart, harpe)
- Les Compositeurs de Marceline Desbordes-Valmore, Solstice, 2010 (avec Nicolas Stavy, piano)
- Lully, Purcell, Amours Impossibles, Triton, 2010 (avec Michel Alabau, orgue)
- Albert Cahen d’Anvers, Intégrale des Mélodies, Maguelone, 2013 (avec Christophe Crapez et Nicolas Boyer)
- Louis Aubert, Voyages, Maguelone, 2013 (avec Christophe Crapez et Claude Lavoix)
- L’Homme Qui Titubait dans la Guerre, Les musiciens et la grande guerre vol. 28, Hortus, 2018
- Pour en finir avec la guerre, Les musiciens et la grande guerre vol. 29, Hortus, 2018 (avec Anne Le Bozec, piano)
- O Carta Amorosa ! Lettres en Musique, EnPhases, 2019 (avec Nanja Breedijk, harpe triple et Rémi Cassaigne, luth, théorbe et guitare)